# Моргоевы
Морго́евы (осет. Моргуатæ) — осетинская фамилия.

## Происхождение
Представители фамилии происхождение своего рода связывают с селением Биз в Алагирском ущелье. Переселившись на равнину, Моргоевы расселились в разных населённых пунктах Осетии: в сёлах Гизель, Карджин, Эльхотово, Батако, Зильги, Хумалаг. В настоящее время много семей Моргоевых проживает в городах Владикавказ, Алагир, Беслан.

## Известные носители
- Бек Хаджимусаевич Моргоев (1919–1978) — советский военачальник, участник Великой Отечественной войны, герой Советского Союза.
- Борис Темирболатович Моргоев (1938–2018) — профессор, доктор экономических наук, общественный и политический деятель.
- Жанна Бекирбековна Моргоева — председатель Центральной избирательной комиссии республики Северная Осетия.
- Лариса Батразовна Моргоева (1974) — кандидат филологических наук, старший научный сотрудник отдела осетинского языкознания СОИГСИ ВНЦ РАН.

Искусство
- Инвета Урусбиевна Моргоева (1947) — осетинская актриса, режиссёр, поэтесса, сценарист и театровед.

Медицина
- Асланбек Эдиславович Моргоев (1975) — главный врач Ардонской районной больницы, доктор медицинских наук.
- Таймураз Ибрагимович Моргоев (1980) — главный врач Кировской центральной районной больницы. Детский хирург-онколог.

Спорт
- Всеслав Эдуардович Моргоев (1986) — мастер спорта международного класса (фехтование), бронзовый призер чемпионатов России.